# 1840년 미국 하원의원 선거
1840년 미국 하원의원 선거는 1840년 미국에서 치러진 하원의원 선거로, 함께 치러진 대선에서 1837년 경제공황으로 인기를 잃은 마틴 밴 뷰런 대통령이 재선에 실패하고 휘그당의 윌리엄 해리슨이 당선됨과 함께 휘그당이 과반을 차지하였다

## 선거 결과
| 정당   | 의석수 |
| ------ | ------ |
| 휘그당 | 142석  |
| 민주당 | 98석   |
| 무소속 | 2석    |
| 합계   | 242석  |